# Bad News Bears
Pour le film original, voir La Chouette Équipe "The Bad News Bears".
Pour plus de détails, voir Fiche technique et Distribution.
Bad News Bears ou Une équipe d'enfer au Québec est un film américain réalisé par Richard Linklater, sorti en 2005.

## Synopsis
Morris Buttermaker (Thornton), un ancien joueur de baseball professionnel recyclé en exterminateur, compte gagner de l'argent facilement en devenant l'entraîneur d'une équipe lamentable d'une petite ligue. Il se retrouve à la tête d'un groupe indiscipliné de joueurs médiocres qui transforment le champ des rêves en véritable cauchemar! Raillé par un entraîneur rival arrogant (Greg Kinnear), bousculé par sa nouvelle employeuse (Marcia Gay Harden) et mis au défi par ses protégés, Buttermaker doit mettre la main à la pâte et se débrouiller pour aider ses joueurs à réaliser l'inimaginable: former une équipe.

## Fiche technique
- Titre : Bad News Bears
- Titre québécois : Une équipe d'enfer
- Réalisation : Richard Linklater
- Scénario : Bill Lancaster, Glenn Ficarra et John Requa
- Production : Geyer Kosinski, Richard Linklater, Bruce Heller et Marcus Viscidi
- Budget : 30 millions de dollars (22,76 millions d'euros)
- Musique : Ed Shearmur
- Photographie : Rogier Stoffers
- Montage : Sandra Adair
- Décors : Bruce Curtis
- Costumes : Karen Patch
- Pays d'origine : États-Unis
- Langue : anglais - espagnol
- Budget : 35 000 000 $
- Société de distribution : Paramount Pictures
- Format : Couleurs - 1,85:1 - DTS / Dolby Digital - 35 mm
- Genre : Comédie
- Durée : 113 minutes
- Dates de sortie : 22 juillet 2005 (États-Unis), 4 janvier 2006 (France)

## Distribution
- Billy Bob Thornton (VF : Guy Chapellier ; VQ : Hubert Gagnon) : Morris Buttermaker
- Greg Kinnear (VF : Bruno Choël ; VQ : Tristan Harvey) : Roy Bullock
- Marcia Gay Harden (VF : Danièle Douet ; VQ : Hélène Mondoux) : Liz Whitewood
- Sammi Kane Kraft (VF : Sara Corréa ; VQ : Charlotte Mondoux) : Amanda Whurlitzer
- Ridge Canipe (VF : Gwenaël Sommier ; VQ : Aliocha Schneider) : Toby Whitewood
- Brandon Craggs (VF : Romain Kurtz ; VQ : Laurent-Christophe De Ruelle) : Mike Engelberg
- Jeffrey Davies (VF : Hervé Grull ; VQ : Sébastien Reding) : Kelly Leak
- Timmy Deters (VF : Théo Gebel ; VQ : Romy Kraushaar-Hébert) : Tanner Boyle
- Carlos Estrada : Miguel Agilar
- Emmanuel Estrada : Jose Agilar
- Troy Gentile : Matthew Hooper
- Kenneth 'K.C.' Harris : Ahmad Abdul Rahim
- Aman Johal : Prem Lahiri
- Tyler Patrick Jones (VQ : Valentina Cean) : Timothy Lupus
- Jeffrey Tedmori (VQ : Samuel Hébert) : Garo Daragebrigadian
- Carter Jenkins : Joey Bullock

Source et légende : Version française (VF) sur Symphonia Films Version québécoise (VQ) sur Doublage Québec

## Autour du film
- Il s'agit d'un remake de La Chouette Équipe (The Bad News Bears), réalisé par Michael Ritchie en 1976.
- Les scénaristes Glenn Ficarra et John Requa étaient déjà les auteurs de Bad Santa, une comédie dont Billy Bob Thornton tenait également le rôle principal.

## Bande originale
- Centerfield, interprété par John Fogerty
- Carmen, composé par Georges Bizet
- Habanera, composé par Georges Bizet et interprété par Andre Kostelanetz & His Orchestra
- Pizzicato Polka, interprété par Gary Sredzienski
- Na Wesele Witosa (At Wito's Wedding), interprété par Gary Sredzienski
- Close to Champaign, interprété par Los Straight Jackets
- Wack Wack, interprété par The Young Holt Trio
- Dynasty 2, composé par Ken Rasner et Robert Lyon Rasner
- Stranglehold, interprété par Ted Nugent
- Star Spangled Banner, composé par Francis Scott Key
- Shinin On, interprété par Grand Funk
- Everything is Alright, interprété par Motion City Soundtrack
- Muscle of Love, interprété par Alice Cooper
- Cocaine, interprété par Eric Clapton
- Wipeout, interprété par Phantom Planet
- Isn't It Romantic, composé par Lorenz Hart et Richard Rodgers
- This is War, interprété par Ben Kweller
- Promise, interprété par Simple Plan
- Bad Reputation, interprété par Senses Fail